# Yoshimi Ozaki
Yoshimi Ozaki (Japans: 尾崎 好美, Ozaki Yoshimi) (Yamakita (Prefectuur Kanagawa), 1 juli 1981) is een Japanse langeafstandsloopster, die gespecialiseerd is in de marathon. Ozaki vertegenwoordigde haar vaderland bij de Olympische Spelen van 2012 (Londen).

## Biografie
In 2007 behaalde Ozaki met 1:09.26 een dertiende plaats bij het wereldkampioenschap halve marathon. Begin 2008 werd ze in 1:09.30 tweede op de halve marathon van Kagawa. Later dat jaar won ze de marathon van Tokio in een persoonlijk record van 2:23.30. Met deze prestatie kwalificeerde ze zich tevens voor de wereldkampioenschappen van 2009.
Op het WK 2009 in Berlijn won ze een zilveren medaille op de marathon. Met een tijd van 2:25.25 eindigde ze slechts tien seconden achter de Chinese winnares Bai Xue.
Ozaki is aangesloten bij Daiichi Seimei.

## Titels
- Japans kampioene marathon 2008

## Persoonlijke records
Baan
| Onderdeel | Prestatie | Datum         | Plaats  |
| --------- | --------- | ------------- | ------- |
| 5000 m    | 15.28,55  | 6 juni 2004   | Tottori |
| 10.000 m  | 31.47,23  | 24 april 2005 | Kobe    |

Weg
| Onderdeel      | Prestatie | Datum            | Plaats   |
| -------------- | --------- | ---------------- | -------- |
| 10 km          | 32.25     | 14 oktober 2007  | Udine    |
| 15 km          | 49.13     | 3 februari 2008  | Marugame |
| 20 km          | 1:05.57   | 3 februari 2008  | Marugame |
| halve marathon | 1:09.26   | 14 oktober 2007  | Udine    |
| 25 km          | 1:24.47   | 16 november 2008 | Tokio    |
| 30 km          | 1:41.53   | 16 november 2008 | Tokio    |
| marathon       | 2:23.30   | 16 november 2008 | Tokio    |

## Palmares

### halve marathon
- 2007: 13e WK in Udine - 1:09.26
- 2010: 9e WK in Nanning - 1:11.02

### marathon
- 2008:  marathon van Nagoya - 2:26.19
- 2008:  Japans kampioenschap in Tokio - 2:23.30 (1e overall)
- 2009:  WK - 2:25.25
- 2010: 11e marathon van Londen - 2:32.26
- 2011:  marathon van Yokohama - 2:23.56
- 2012:  marathon van Nagoya - 2:24.14
- 2012: 18e OS - 2:27.43
- 2013: 5e marathon van Tokio - 2:28.30

### veldlopen
- 2006: 16e WK in Fukuoka - 26.45